# Welterbe in Taiwan
Die Republik China (Taiwan) ist aufgrund der Nichtanerkennung durch die Mehrheit der UNO-Mitgliedsstaaten kein Mitglied der UNESCO und auch kein Vertragsstaat der Welterbekonvention. Jedoch bemüht sich das Land um eine Mitgliedschaft bei der UNESCO und den Schutz ihrer Kultur- und Naturgüter.

## Potentielle Welterbestätten
Zwischen 2002 und 2011 hat das taiwanische Kultusministerium insgesamt 18 Stätten identifiziert, die potentiell als Kandidaten für das UNESCO-Welterbe in Frage kommen.
| Bild | K/N | Name                                                                                         | Beschreibung |
| ---- | --- | -------------------------------------------------------------------------------------------- | --- |
|      | N   | Datun-Vulkangruppe                                                                           | Die Datun-Vulkangruppe ist eine Gruppe von etwa 20 ehemaligen Vulkanen nahe der Nordspitze der Insel Taiwan im Yangmingshan-Nationalpark. Der Nationalpark zeichnet sich durch einzigartige klimatische, biogeographische und ökologische Besonderheiten aus. |
|      | K   | Jinguashi-Siedlung                                                                           | Die Siedlung Jinguashi (金瓜石) im Stadtdistrikt Ruifang von Neu-Taipeh ist eine ehemalige Goldgräber- und Kupferbergwerkssiedlung. Heute erinnert ein Gold-Museum an den früheren Bergbau. |
|      | K   | Fort San Domingo und die umgebenen historischen Gebäude, Tamsui                              | Fort San Domingo im Stadtdistrikt Tamsui von Neu-Taipeh war die erste befestigte europäische Niederlassung in Taiwan, wurde 1629 durch die Spanier erbaut und durch die Niederländische Ostindien-Kompanie 1644 erneut errichtet. Später, während der Qing-Dynastie, kamen weitere Befestigungsanlagen hinzu. |
|      | K   | Losheng-Sanatorium Krankenhaus                                                               | Das Losheng-Sanatorium ist ein ehemaliges Krankenhaus, in dem Leprakranke isoliert lebten. Es ist ein Zeugnis umstrittener Entwicklungen der Gesundheitspolitik und der Menschenrechte in Taiwan. |
|      | K   | Taoyuan-Plateau und Teiche                                                                   | Im frühen 20. Jahrhundert wurden mehr als 8000 Teiche zu Fischzucht und Landwirtschaft in Taoyuan angelegt. Im ansonsten fluss- und seenarmen Taiwan wurden dadurch eine neue Landschaft sowie kulturelle Traditionen, die teils auf die Traditionen der Ureinwohner Taiwans zurückgehen, geschaffen. |
|      | K   | Alte Berglinie Eisenbahn                                                                     | Die 15,9 Kilometer lange alte Berg-Eisenbahnlinie wurde zur Zeit der japanischen Herrschaft in Taiwan erbaut und im Jahr 1908 vollendet. Sie verband die Berglandgemeinde Sanyi im Landkreis Miaoli mit der Gemeinde (heute Stadtbezirk) Houli in Taichung. Hier erreichte die parallel zur Westküste entlang führende Eisenbahnlinie ihren höchsten Punkt.                                                                                       |
|      | K   | Alishan-Waldbahn                                                                             | Die Alishan-Waldbahn wurde zur Zeit der japanischen Kolonialherrschaft in Taiwan errichtet und diente dem Abtransport von Holz, das in den Bergen im Landesinneren geschlagen wurde. Es handelt sich um eine 72 Kilometer lange Schmalspurbahn, die in der Stadt Chiayi (30 m über dem Meeresspiegel) ihren Anfang nimmt und sind im Bergland von Alishan in zahlreichen Kurven und Tunneln nach oben bis auf eine Höhe von 2274 Metern schraubt. |
|      | K   | Wushantou Reservoir und Jianans Bewässerungssystem                                           | Das Staubecken von Wushantou und das zugehörige Bewässerungssystem wurden 1930 unter der Leitung des japanischen Wasserbauingenieurs Yoichi Haitta errichtet. Das System stellte einen Durchbruch in der Bewässerungstechnik dar. Durch eine Rotationstechnik konnte drei Mal mehr Land als bei den sonst üblichen Systemen bewässert werden. |
|      | K   | Steinplattenhäuser der Paiwan und Rukai                                                      | Die Paiwan und die Rukai sind zwei der indigenen Völker Taiwans. Ihre Steinhäuser im Landkreis Pingtung geben Einblick in das Leben der Bergbewohner Taiwans von vor 500 Jahren. |
|      | N   | Zypressenwälder von Cilan (Landkreise Yilan und Hsinchu sowie Städte Taoyuan und Neu-Taipeh) | Die Zypressenwälder von Cilan umfassen ein Gebiet von 45.000 ha ursprünglichen Waldes in einer feuchten Höhenlage. Der Wald besteht aus einheimischen Zypressenarten, die als "lebende Fossilien" eingestuft wurden und wovon einzelne Bäume sogar mehr als 400 Jahre alt sind. |
|      | N   | Taroko-Nationalpark                                                                          | Der Nationalpark im Osten Taiwans ist der älteste Nationalpark Taiwans. Aufgrund der abgeschotteten Lage der Tarokko-Schlucht finden sich dort viele isolierte Pflanzenarten. Auch ist die geologische Marmor-Struktur der Schlucht Zeugnis für Taiwans älteste geologische Phase. Der Park ist heute eine wichtige touristische Attraktion Taiwans.                                                                                              |
|      | N   | Yushan-Nationalpark                                                                          | Der Yushan-Nationalpark ist einer der acht Nationalparks Taiwans und liegt im Taiwanischen Zentralgebirge. Er wurde aufgrund seiner geologischen Besonderheiten und der reichhaltigen Flora und Fauna in die Liste der Welterbe-Kandidaten aufgenommen. |
|      | K   | Prähistorische Fundstätten von Beinan (Taitung) und in den Dulan-Bergen                      | Die Stätte aus dem mittleren Neolithikum in der Stadt Taitong ist die größte archäologische Fundstätte Taiwans mit zahlreichen architektonischen, biologischen und kulturellen Funden. Heute befindet sich am Ort der Fundstätte das Nationalmuseum für prähistorische Kultur Taiwans. |
|      | K/N | „Orchideeninsel“ Lan Yu und die Kultur der Tau                                               | Die Orchideeninsel ist eine Insel vor der Küste Taiwans. Die ethnische Gruppe der Tao hat auf der Insel spezifische, den Wetterbedingungen der Insel angepasste Architekturstile entwickelt. |
|      | N   | Penghu Säulen-Basalt-Naturreservat                                                           | Das Penghu-Naturreservat besteht aus mehreren Basalstein-Inseln, die durch Lavaausbrüche geformt wurden. Es zeigt eine Landschaft aus der Zeit aktiver Vulkaneruptionen vor der Küste Taiwans und bietet ungestörten Lebensraum für zahlreiche Vogelarten. |
|      | K   | Steinerne Fischwehre von Penghu                                                              | Die Fischwehre von Penghu sind Fischfallen, in denen seit Jahrhunderten unter Ausnutzung von Ebbe und Flut Fische gefangen werden. |
|      | K   | Erinnerungsstätten an die Kämpfe um Kinmen                                                   | Die Inselgruppe Kinmen war, wie die Inselgruppe Matsu, ein hoch befestigter militärischer Außenposten Taiwans gegenüber der Volksrepublik China während des Kalten Krieges. Heute nur noch gering militärisch genutzt und touristisch zugänglich, sind die Inseln Zeugnisse des Konfliktes zwischen Taiwan und der Volksrepublik China nach 1949.                                                                                                 |
|      | K   | Erinnerungsstätten an die Kämpfe um Matsu                                                    | Die Inselgruppe Matsu war, wie die Inselgruppe Kinmen, ein hoch befestigter militärischer Außenposten Taiwans gegenüber der Volksrepublik China während des Kalten Krieges. Heute nur noch gering militärisch genutzt und touristisch zugänglich, sind die Inseln Zeugnisse des Konfliktes zwischen Taiwan und der Volksrepublik China nach 1949.                                                                                                 |